# Luciano da Silva (goleiro)
Luciano José Pereira da Silva (Porciúncula, 16 de março de 1980) é um ex-futebolista brasileiro que atuou como goleiro. Ele passou pelas divisões de base de Goytacaz, Tombense e Vasco, mas se profissionalizou pelo Germinal Beerschot da Bélgica, em 2000. Após sete anos e 179 partidas defendendo o clube e conquistar a Copa da Bélgica em 2005. Em 2007 Luciano se transferiu para o Groningen, onde atuou até a metade da temporada 2013/14 após defender o clube em 141 jogos. Foi dispensado pelo clube em Fevereiro de 2014 para para operar uma grave lesão no joelho e abandonou os gramados em seguida.

## Títulos
Bélgica Germinal Beerschot
- Copa da Bélgica: 2005